# Wilhelm Boller (Widerstandskämpfer)
Wilhelm Boller (* 28. Oktober 1904 in Hamburg; † 19. Oktober 1943 im Zuchthaus Brandenburg) war ein deutscher Widerstandskämpfer und Mitglied der dänischen Untergrundbewegung gegen die Wehrmacht.

## Leben

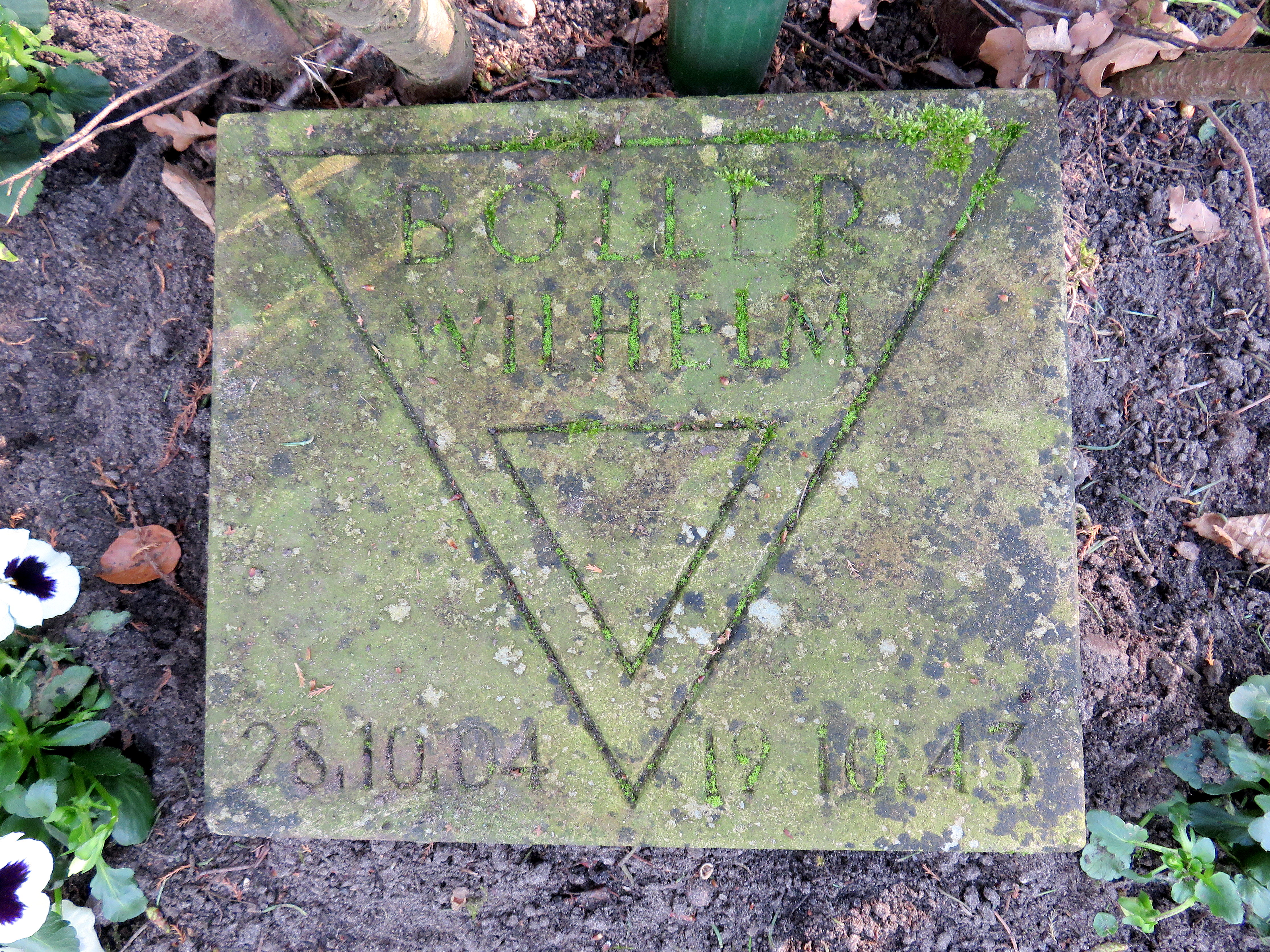
Wilhelm Boller im Ehrenhain auf dem Friedhof Ohlsdorf

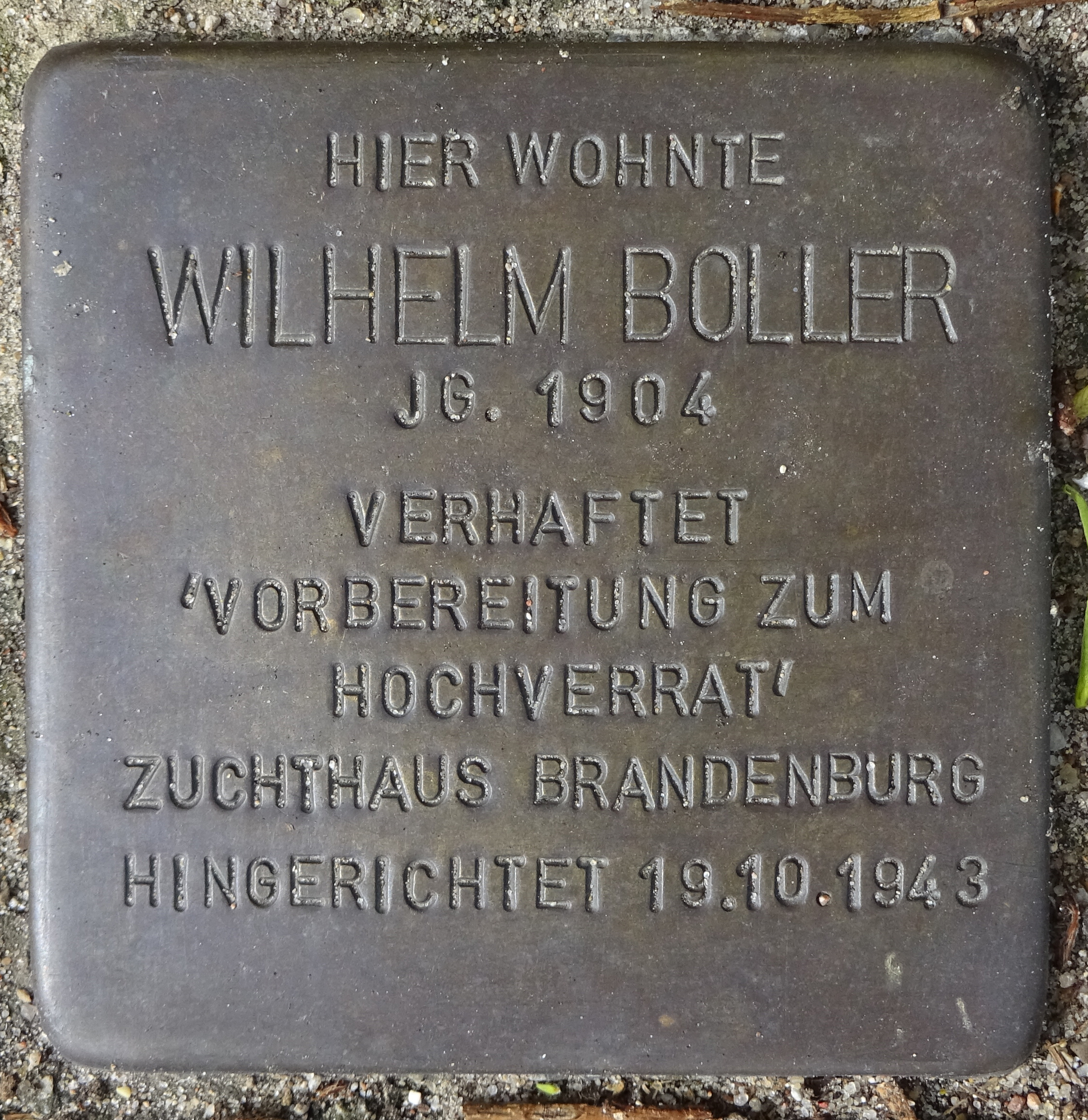
Stolperstein Auschläger Billdeich 51

Wilhelm Boller entstammte einer sozialistischen Arbeiterfamilie. Er absolvierte eine kaufmännische Ausbildung. Der Hamburger Aufstand von 1923 motivierte ihn, Mitglied der Kommunistischen Partei Deutschlands (KPD) und des  Roten Frontkämpferbunds (RFB) zu werden. Boller wurde Funktionär der Roten Jungfront (RJ).
Die kommunistischen Organisationen sahen in den Präsidialkabinetten Anfang der 1930er Jahre die Tendenz zu einer Faschisierung in Deutschland. Das Verbot der Organisationen RFB und RJ machte es notwendig, dass sich die „proletarischen Schutzorganisationen“ ab 1929 illegal organisierten. Wilhelm Boller übernahm die Leitung des RJ-Bezirkes in den Hamburger Stadtteilen Hamm und Borgfelde. Noch vor dem Machtantritt der Nationalsozialisten am 30. Januar 1933 wurde er von der SA mehrere Wochen lang verfolgt und schließlich bis zum Herbst 1934 inhaftiert. Boller gelang die Flucht aus einem Konzentrationslager, er emigrierte nach Dänemark. Dort organisierte er gemeinsam mit dänischen Kommunisten die Solidaritätsaktionen der Internationalen Roten Hilfe für deutsche Emigranten und unterstützte den Widerstand gegen den Nationalsozialismus in Deutschland als Mitglied der KPD-Auslandsleitung Nord. Nach dem Putsch falangistischer Truppen in Spanien unterstützte er die republikanischen Verteidiger in den Reihen der Internationalen Brigaden.
Nach der Besetzung Dänemarks durch deutsche Truppen schloss sich Boller der dänischen Untergrundbewegung an. Er verbreitete illegale Soldatenzeitungen unter ausgewählten Angehörigen der Besatzungstruppen.
Im Oktober 1942 verhaftete ihn die dänische Polizei und übergab ihn an die deutschen Behörden. Boller wurde zum Tode verurteilt und im Zuchthaus Brandenburg hingerichtet.

## Ehrungen
Im Ehrenhain Hamburgischer Widerstandskämpfer auf dem Hamburger Friedhof Ohlsdorf befindet sich ein Kissenstein zu Ehren von Wilhelm Boller in vierter Reihe von links als erste Stein.

Vor Bollers letzter Wohnadresse Ausschläger Billdeich 51 Ecke Großmannstraße in Hamburg-Rothenburgsort erinnert an ihn ein Stolperstein.